# Neopomacentrus violascens
Neopomacentrus violascens és una espècie de peix de la família dels pomacèntrids i de l'ordre dels perciformes.

## Morfologia
Els mascles poden assolir els 7,5 cm de longitud total.

## Distribució geogràfica
Es troba des d'Indonèsia fins a Salomó, Japó, nord d'Austràlia i Vanuatu.